# Кубок Мітропи 1930
Четвертий кубок Мітропи проводився з 19 червня по 12 листопада 1930 року. У змаганні брали участь вісім команд із чотирьох країн: Австрії, Італії, Угорщини і Чехословаччини. Переможцем став віденський «Рапід». Для команди це був третій фінал. Найкращим бомбардиром турніру став гравець «Амброзіана-Інтер» Джузеппе Меацца — сім забитих м'ячів.

## Чвертьфінал
Щоб виявити сильнішого у парі «Амброзіана-Інтер» (Мілан) — «Уйпешт» (Будапешт), довелося проводити два додаткових матчі.
| Дата       | Господарі                  | Рахунок       | Гості                      |
| ---------- | -------------------------- | ------------- | -------------------------- |
| 19.06.1930 | «Славія» (Прага)           | 2:2           | «Ференцварош» (Будапешт)   |
| 12.07.1930 | «Ференцварош» (Будапешт)   | 1:0           | «Славія» (Прага)           |
| 12.07.1930 | «Спарта» (Прага)           | 2:1           | «Ферст Вієнна» (Відень)    |
| 19.07.1930 | «Фірст Вієнна» (Відень)    | 2:3           | «Спарта» (Прага)           |
| 13.07.1930 | «Дженоа 1893» (Генуя)      | 1:1           | «Рапід» (Відень)           |
| 03.09.1930 | «Рапід» (Відень)           | 6:1           | «Дженоа 1893» (Генуя)      |
| 15.07.1930 | «Уйпешт» (Будапешт)        | 2:4           | «Амброзіана-Інтер» (Мілан) |
| 20.07.1930 | «Амброзіана-Інтер» (Мілан) | 2:4           | «Уйпешт» (Будапешт)        |
| 31.08.1930 | «Амброзіана-Інтер» (Мілан) | 1:1 (в д. ч.) | «Уйпешт» (Будапешт)        |
| 14.09.1930 | «Амброзіана-Інтер» (Мілан) | 5:3           | «Уйпешт» (Будапешт)        |

### Перші матчі
| 1/4 фіналу перший матч 19 червня 1930 | Славія (Прага)         | 2:2        | Ференцварош          | Прага                                              |  |
| | Свобода 23' Шолтис 85' | (протокол) | Тольді 30' Такач 47' | Стадіон: Летна Глядачі: 14 000 Суддя: Чезаре Ленті |  |
| Франтішек Планічка, Франтішек Черницький, Антонін Новак, Антонін Водічка, Адольф Шимперський, Ладислав Шубрт, Франтішек Юнек, Їндржих Шолтис, Франтішек Свобода, Антонін Пуч, Йозеф Кратохвіл, тренер: Йозеф Слоуп-Штаплік Ігнац Амшель, Геза Такач, Лайош Кораньї, Анталь Ліка, Мартон Букові, Елемер Беркеші, Міхай Танкош, Йожеф Такач, Йожеф Турай, Геза Тольді, Вільмош Кохут, тренер: Золтан Блум |                        |            |                      |                                                    |  |

| 1/4 фіналу перший матч 12 липня 1930 | Спарта (Прага)       | 2:1        | Ферст Вієнна | Прага                                                 |  |
| 18:00 CET | Сильний 60' Брен 87' | (протокол) | Гшвайдль 67' | Стадіон: Летна Глядачі: 15 000 Суддя: Альбино Карраро |  |
| Карел Гатле, Ярослав Бургр, Антонін Гоєр, Ян Кноблох, Карел Пешек, Антонін Царван, Вацлав Брабець, Йозеф Коштялек, Раймон Брен, Йозеф Сильний, Карел Гейма, тренер: Джон Дік Карл Горешовський, Отто Каллер, Йозеф Блум, Віллі Шаден, Леопольд Гофманн, Леонхард Маху, Антон Брозенбауер, Йоганн Пенцінгер, Фрідріх Гшвайдль, Густав Тьогель, Леопольд Гібіш, тренер Фердинанд Фрітум |                      |            |              |                                                       |  |

| 1/4 фіналу перший матч 13 липня 1930 | Дженоа      | 1:1        | Рапід (Відень) | Генуя                                                                  |  |
| 17:30 CET | Банкеро 52' | (протокол) | Луеф 60'       | Стадіон: Луїджі Ферраріс Глядачі: 13 000 Суддя: Ладислав Штепановський |  |
| Манліо Бачігалупо, Умберто Ломбардо, Джузеппе Спіньйо, Оттавіо Барб'єрі, Анджело Альбертоні, Маріо Пароді, Джино Пуерарі, Ерколе Бодіні, Ельвіо Банкеро, Отторіно Казанова, Вірджиліо Левратто, тренер: Геза Секань Йозеф Бугала, Роман Шрамзайс, Леопольд Цейка, Віллібальд Кірбес, Йозеф Смістик, Карл Раппан, Франц Смістик, Франц Веселік, Маттіас Кабурек, Йоганн Луеф, Фердинанд Весели, тренер: Едуард Бауер |             |            |                |                                                                        |  |

| 1/4 фіналу перший матч 15 липня 1930 | Уйпешт                   | 2:4        | Амброзіана                               | Будапешт                                                         |  |
| | Авар 11' Сабо 56' (пен.) | (протокол) | Блазевік 29' Меацца 37' 59' Візентін 76' | Стадіон: Хунгарія Керут Глядачі: 25 000 Суддя: Ханс Франкенштайн |  |
| Янош Акнаї, Дьюла Дудаш, Йожеф Фогль, Ференц Боршаньї, Бела Волентік, Янош Віг, Альберт Штрек, Іштван Авар, Янош Кевеш-Квас, Іллеш Шпітц, Габор Сабо, тренер: Лайош Баняї Валентіно Дегані, Гвідо Джанфардоні, Луїджі Аллеманді, Енріко Ріволта, Джузеппе Віані, Армандо Кастеллацці, Умберто Візентін, П'єтро Серантоні, Джузеппе Меацца, Антоніо Блазевік, Леопольдо Конті, тренер: Арпад Вейс |                          |            |                                          |                                                                  |  |

### Матчі-відповіді
| 1/4 фіналу матч-відповіді 12 липня 1930 | Ференцварош       | 1:0        | Славія (Прага) | Будапешт                                              |  |
| | Танкош 80' (пен.) | (протокол) |                | Стадіон: Іллеї ут Глядачі: 10 000 Суддя: Чезаре Ленті |  |
| Ігнац Амшель, Геза Такач, Лайош Кораньї, Анталь Ліка, Габор Обітц, Елемер Беркеші, Міхай Танкош, Йожеф Такач, Йожеф Турай, Геза Тольді, Вільмош Кохут, тренер: Йозеф Слоуп-Штаплік Франтішек Планічка, Франтішек Черницький, Антонін Новак, Антонін Водічка, Адольф Шимперський, Вілем Кьоніг, Франтішек Юнек, Їндржих Шолтис, Франтішек Свобода, Антонін Пуч, Йозеф Кратохвіл, тренер: Золтан Блум |                   |            |                |                                                       |  |

| 1/4 фіналу матч-відповіді 19 липня 1930 | Ферст Вієнна         | 2:3        | Спарта (Прага)            | Відень                                                     |  |
| 17:30 CET | Гібіш 9' Тьогель 71' | (протокол) | Коштялек 4' 21' Гейма 19' | Стадіон: Гоге Варте Глядачі: 20 000 Суддя: Альбіно Карраро |  |
| Карл Горешовський, Карл Райнер, Йозеф Блум, Отто Каллер, Леопольд Гофманн, Леонхард Маху, Антон Брозенбауер, Йозеф Адельбрехт, Фрідріх Гшвайдль, Густав Тьогель, Леопольд Гібіш, тренер Фердинанд Фрітум Карел Гатле, Ярослав Бургр, Антонін Гоєр, Ян Кноблох, Карел Пешек, Антонін Царван, Карел Подразіл, Йозеф Коштялек, Раймон Брен, Йозеф Сильний, Карел Гейма, тренер: Джон Дік |                      |            |                           |                                                            |  |

| 1/4 фіналу матч-відповіді 20 липня 1930 | Амброзіана    | 2:4        | Уйпешт                                    | Мілан                                                      |  |
| | Меацца 5' 46' | (протокол) | Шпітц 24' Штофіан 34' 70' Сабо 80' (пен.) | Стадіон: Сан Сіро Глядачі: 20 000 Суддя: Ганс Франкенштайн |  |
| Валентіно Дегані, Гвідо Джанфардоні, Луїджі Аллеманді, Енріко Ріволта, Джузеппе Віані, Армандо Кастеллацці, Умберто Візентін, П'єтро Серантоні, Джузеппе Меацца, Антоніо Блазевік, Леопольдо Конті, тренер: Арпад Вейс Янош Акнаї, Дьюла Дудаш, Йожеф Фогль, Ференц Боршаньї, Бела Волентік, Янош Віг, Альберт Штрек, Іштван Авар, Янош Штофіан, Іллеш Шпітц, Габор Сабо, тренер: Лайош Баняї |               |            |                                           |                                                            |  |

| 1/4 фіналу перегравання 3 вересня 1930 | Рапід (Відень)                                            | 6:1        | Дженоа      | Відень                                                 |  |
| 16:30 CET | Кірбес 8' Луеф 16' Кабурек 58' Веселік 76' 81' Весели 83' | (протокол) | Левратто 3' | Стадіон: Рапід-Плац Глядачі: 16 500 Суддя: Пауль Руофф |  |
| Йозеф Бугала, Роман Шрамзайс, Леопольд Цейка, Карл Раппан, Йозеф Смістик, Йоганн Вана, Віллібальд Кірбес, Франц Веселик, Маттіас Кабурек, Йоганн Луеф, Фердинанд Весели, тренер: Едуард Бауер Манліо Бачігалупо, Анджело Страта, Джузеппе Спіньйо, Оттавіо Барб'єрі, Луїджі Бурландо, Амількаре Джилардоні, Джино Пуерарі, Ельвіо Банкеро, Вірджиліо Левратто, Отторіно Казанова, Квінто Россо, тренер: Геза Секань |                                                           |            |             |                                                        |  |

### Перегравання
| 1/4 фіналу перегравання 31 серпня 1930 | Амброзіана            | 1:1        | Уйпешт   | Берн                             |  |
| | Меацца 23' Дегані 93' | (протокол) | Авар 28' | Глядачі: 7000 Суддя: Пауль Руофф |  |
| «Амброзіана»: Валентіно Дегані, Джованні Больцоні, Луїджі Аллеманді, Енріко Ріволта, Джузеппе Віані, Армандо Кастеллацці, Умберто Візентін, П'єтро Серантоні, Джузеппе Меацца, Антоніо Блазевік, Леопольдо Конті, тренер: Арпад Вейс "Уйпешт": Янош Акнаї, Карой Кеваго, Дьюла Дудаш, Ференц Боршаньї, Бела Волентік, Янош Віг, Альберт Штрек, Іштван Авар, Янош Штофіан, Іллеш Шпітц, Габор Сабо, тренер: Лайош Баняї |                       |            |          |                                  |  |

| 1/4 фіналу перегравання 14 вересня 1930 | Амброзіана                                          | 5:3        | Уйпешт                   | Мілан                               |  |
| | Конті 25' Меацца 34' 38' Серантоні 72' Візентін 80' | (протокол) | Авар 43' 48' Штофіан 90' | Глядачі: 20 000 Суддя: Пеко Баувенс |  |
| «Амброзіана»: Валентіно Дегані, Джованні Больцоні, Луїджі Аллеманді, Енріко Ріволта, Джузеппе Віані, Армандо Кастеллацці, Умберто Візентін, П'єтро Серантоні, Джузеппе Меацца, Антоніо Блазевік, Леопольдо Конті, тренер: Арпад Вейс "Уйпешт": Янош Акнаї, Карой Кеваго, Дьюла Дудаш, Ференц Боршаньї, Бела Волентік, Янош Віг, Альберт Штрек, Іштван Авар, Янош Штофіан, Іллеш Шпітц, Габор Сабо, тренер Лайош Баняї |                                                     |            |                          |                                     |  |

## Півфінал
Фіналісти кубка, у домашніх матчах, здобули перемоги з великим рахунком.
| Дата       | Господарі                  | Рахунок | Гості                      |
| ---------- | -------------------------- | ------- | -------------------------- |
| 08.09.1930 | «Рапід» (Відень)           | 5:1     | «Ференцварош» (Будапешт)   |
| 15.10.1930 | «Ференцварош» (Будапешт)   | 1:0     | «Рапід» (Відень)           |
| 28.09.1930 | «Амброзіана-Інтер» (Мілан) | 2:2     | «Спарта» (Прага)           |
| 12.10.1930 | «Спарта» (Прага)           | 6:1     | «Амброзіана-Інтер» (Мілан) |

### Перші матчі
| 1/2 фіналу перший матч 28 вересня 1930 | Амброзіана        | 2:2        | Спарта (Прага)  | Мілан                                                      |  |
| | Серантоні 27' 65' | (протокол) | Коштялек 1' 15' | Стадіон: Арена Чівіка Глядачі: 15 000 Суддя: Джон Лангенюс |  |
| Валентіно Дегані, Джованні Больцоні, Луїджі Аллеманді, Енріко Ріволта, Джузеппе Віані, Армандо Кастеллацці, Умберто Візентін, П'єтро Серантоні, Джузеппе Меацца, Антоніо Блазевік, Леопольдо Конті, тренер: Арпад Вейс Владімір Бєлік, Ярослав Бургр, Йозеф Чтиршокий, Ян Кноблох, Карел Пешек, Еріх Србек, Карел Подразіл, Йозеф Коштялек, Раймон Брен, Йозеф Сильний, Карел Гейма, тренер: Джон Дік |                   |            |                 |                                                            |  |

| 1/2 фіналу перший матч 8 жовтня 1930 | Рапід (Відень)                           | 5:1        | Ференцварош | Відень                                                  |  |
| 15:30 CET | Кабурек 1' 14' 66' Весели 27' (пен.) 80' | (протокол) | Тольді 70'  | Стадіон: Рапід-Плац Глядачі: 17 000 Суддя: Софус Хансен |  |
| Йозеф Бугала, Роман Шрамзайс, Леопольд Цейка, Йоганн Вана, Йозеф Смістик, Карл Раппан, Віллібальд Кірбес, Франц Веселік, Маттіас Кабурек, Штефан Скоумаль, Фердинанд Весели, тренер: Едуард Бауер Йожеф Хада, Геза Такач, Лайош Кораньї, Карой Фурманн, Анталь Ліка, Елемер Беркеші, Міхай Танкош, Дьюла Лазар, Йожеф Турай, Геза Тольді, Вільмош Кохут, тренер: Золтан Блум |                                          |            |             |                                                         |  |

### Матчі-відповіді
| 1/2 фіналу матч-відповіді 12 жовтня 1930 | Спарта (Прага)                                                         | 6:1        | Амброзіана  | Прага                                              |  |
| | Брен 31' 69' Кастеллацці 49' (авт.) Сильний 50' Подразіл 72' Гейма 85' | (протокол) | Ферреро 87' | Стадіон: Летна Глядачі: 32 000 Суддя: Софус Хансен |  |
| Владімір Бєлік, Ярослав Бургр, Йозеф Чтиршокий, Ян Кноблох, Карел Пешек, Еріх Србек, Карел Подразіл, Йозеф Коштялек, Раймон Брен, Йозеф Сильний, Карел Гейма, тренер: Джон Дік П'єтро Мільйо, Джованні Больцоні, Луїджі Аллеманді, Енріко Ріволта, Джузеппе Віані, Армандо Кастеллацці, Умберто Візентін, П'єтро Серантоні, Джузеппе Меацца, Луїджі Ферреро, Антоніо Блазевік, тренер: Арпад Вейс |                                                                        |            |             |                                                    |  |

| 1/2 фіналу матч-відповіді 15 жовтня 1930 | Ференцварош | 1:0        | Рапід (Відень) | Будапешт                                            |  |
| 15:30 CET | Такач 24'   | (протокол) |                | Стадіон: Іллеї ут Глядачі: 8000 Суддя: Отто Ульссон |  |
| Йожеф Хада, Лайош Кораньї, Ласло Папп, Карой Фурманн, Анталь Ліка, Елемер Беркеші, Дьюла Лазар, Йожеф Такач, Йожеф Турай, Геза Тольді, Вільмош Кохут, тренер: Золтан Блум Йозеф Бугала, Роман Шрамзайс, Леопольд Цейка, Карл Раппан, Йозеф Смістик, Йоганн Вана, Віллібальд Кірбес, Франц Веселік, Маттіас Кабурек, Йоганн Луеф, Фердинанд Весели, тренер: Едуард Бауер |             |            |                |                                                     |  |

## Перший фінальний матч
| 2 листопада 1930 |

| «Спарта» (Прага) | 0 — 2 | «Рапід» (Відень)   |
| ---------------- | ----- | ------------------ |
|                  |       | 9' Луеф 57' Весели |

| «Летна», Прага Глядачів: 25,000 Арбітр: Софус Хансен (Данія) |

| «Спарта» (Прага) |                    |
|                  |                    |
| ВР               | Владімір Бєлік     |
| ЗХ               | Ярослав Бургр      |
| ЗХ               | Антонін Гоєр       |
| ПЗ               | Ян Кноблоч-Маделон |
| ПЗ               | Карел Пешек        |
| ПЗ               | Еріх Србек         |
| НП               | Адольф Патек       |
| НП               | Йозеф Коштялек     |
| НП               | Раймон Брен        |
| НП               | Йозеф Сильний      |
| НП               | Карел Гейма        |
| Тренер:          |                    |
| Джон Дік         |                    |

| «Рапід» (Відень) |                   |
|                  |                   |
| ВР               | Йозеф Бугала      |
| ЗХ               | Леопольд Цейка    |
| ЗХ               | Роман Шрамзайс    |
| ПЗ               | Карл Раппан       |
| ПЗ               | Йозеф Смістик     |
| ПЗ               | Йоганн Вана       |
| НП               | Віллібальд Кірбес |
| НП               | Франц Веселік     |
| НП               | Маттіас Кабурек   |
| НП               | Йоганн Луеф       |
| НП               | Фердинанд Весели  |
| Тренер:          |                   |
| Едуард Бауер     |                   |

## Другий фінальний матч
| 12 листопада 1930 |

| «Рапід» (Відень)       | 2 — 3 | «Спарта» (Прага)       |
| ---------------------- | ----- | ---------------------- |
| Кабурек 7' Смістик 67' |       | 25', 27', 87' Коштялек |

| Відень Глядачів: 40,000 Арбітр: Софус Хансен (Данія) |

| «Рапід» (Відень) |                   |
|                  |                   |
| ВР               | Йозеф Бугала      |
| ЗХ               | Леопольд Цейка    |
| ЗХ               | Роман Шрамзайс    |
| ПЗ               | Карл Раппан       |
| ПЗ               | Йозеф Смістик     |
| ПЗ               | Йоганн Вана       |
| НП               | Віллібальд Кірбес |
| НП               | Франц Веселік     |
| НП               | Маттіас Кабурек   |
| НП               | Йоганн Луеф       |
| НП               | Фердинанд Весели  |
| Тренер:          |                   |
| Едуард Бауер     |                   |

| «Спарта» (Прага) |                    |
|                  |                    |
| ВР               | Ладислав Бєлік     |
| ЗХ               | Ярослав Бургр      |
| ЗХ               | Йозеф Чтиршокий    |
| ПЗ               | Ян Кноблоч-Маделон |
| ПЗ               | Карел Пешек        |
| ПЗ               | Еріх Србек         |
| НП               | Карел Подразіл     |
| НП               | Йозеф Коштялек     |
| НП               | Раймон Брен        |
| НП               | Йозеф Сильний      |
| НП               | Карел Гейма        |
| Тренер:          |                    |
| Джон Дік         |                    |

## Найкращі бомбардири
| Місце | Гравець          | Матчі | Голи | Команда                    |
| ----- | ---------------- | ----- | ---- | -------------------------- |
| 1     | Джузеппе Меацца  | 6     | 7    | «Амброзіана-Інтер» (Мілан) |
| 2     | Йозеф Коштялек   | 6     | 6    | «Спарта» (Прага)           |
| 3     | Іштван Авар      | 4     | 4    | «Уйпешт» (Будапешт)        |
| 4     | Раймон Брен      | 6     | 4    | «Спарта» (Прага)           |
| 4     | Фердинанд Весели | 6     | 4    | «Рапід» (Відень)           |
| 4     | Маттіас Кабурек  | 6     | 4    | «Рапід» (Відень)           |
| 7     | Янош Штофіан     | 3     | 3    | «Уйпешт» (Будапешт)        |
| 8     | Йоганн Луеф      | 5     | 3    | «Рапід» (Відень)           |
| 9     | Франц Веселік    | 6     | 3    | «Рапід» (Відень)           |
| 9     | П'єтро Серантоні | 6     | 3    | «Амброзіана-Інтер» (Мілан) |